# Pierre Marie de Suffren de Saint-Tropez
Pour les articles homonymes, voir Suffren et Tropez.
Pierre-Marie, comte de Suffren, marquis de Saint-Tropez, né à Paris le 20 février 1753 et mort à Paris le 8 mars 1821, est un militaire et homme politique français.

## Biographie
Neveu du bailli de Suffren, est le fils de Jean Joseph Baptiste de Suffren, marquis de Saint-Tropez, mestre de camp de cavalerie, premier consul d'Aix (1779-1780) et de Louise Pulchérie Gabrielle de Goësbriand. Il épouse la sœur de Félicité de Choiseul-Meuse.
Il entre dans l'armée comme enseigne au régiment du Roi en 1768, capitaine dans le régiment Royal-Lorraine cavalerie et gouverneur de la ville et citadelle de Saint-Tropez en 1780, puis colonel du régiment de Bassigny en 1788. À la Révolution, il émigre, fait comme volontaire, la campagne de 1792 dans l'armée des Princes, où il reçoit le brevet de maréchal de camp, et passe ensuite en Angleterre. 
Rentré en France avec les Bourbons, il est fait maréchal de camp en 1814, président du collège électoral d'Alais le 26 juillet 1815 et pair de France le 17 août 1815. Il vote la mort du maréchal Ney et défend les libertés octroyées par la Charte.

## Sources et bibliographie
- « Pierre Marie de Suffren de Saint-Tropez », dans Adolphe Robert et Gaston Cougny, Dictionnaire des parlementaires français, Edgar Bourloton, 1889-1891 [détail de l’édition] [<id> texte sur Sycomore]